# Ruta de Occitania
La Ruta de Occitania (oficialmente: Route d'Occitanie) es una carrera ciclista profesional por etapas que se disputa en el sur de Francia, especialmente en el departamento Mediodía-Pirineos, en el mes de junio antes del Tour de Francia.
Se disputa ininterrumpidamente desde 1977. El formato actual de la carrera consta de cuatro etapas eminentemente montañosas.
Desde 1977 la prueba se ha llamado de cuatro maneras diferentes:
| Periodo         | Nombre                    |
| --------------- | ------------------------- |
| 1977-1981       | Tour de Tarn              |
| 1982-1987       | Tour de Mediodía-Pirineos |
| 1988-2017       | Ruta del Sur              |
| 2018-actualidad | Ruta de Occitania         |

## Palmarés
| Año                | Ganador                   | Segundo                 | Tercero                      |           |
| ------------------ | ------------------------- | ----------------------- | ---------------------------- | --------- |
| Tour du Tarn       |                           |                         |                              |           |
| 1977               | Jacques Esclassan         | Bernard Hinault         | Jean-Pierre Danguillaume     |           |
| 1978               | Pierre-Raymond Villemiane | Roger Legeay            | Dominique Sanders            |           |
| 1979               | Yvon Bertin               | Jacques Bossis          | Bernard Hinault              |           |
| 1980               | Gilbert Duclos-Lassalle   | Patrick Bonnet          | Patrick Friou                |           |
| 1981               | Jean-René Bernaudeau      | Marc Madiot             | Greg LeMond                  |           |
| Tour Midi-Pyrénées |                           |                         |                              |           |
| 1982               | Francesco Moser           | Jean-René Bernaudeau    | Michel Laurent               |           |
| 1983               | Gilbert Duclos-Lassalle   | Charly Mottet           | Stephen Roche                |           |
| 1984               | Pascal Simon              | Michel Laurent          | Edgar Corredor               |           |
| 1985               | Stephen Roche             | Laurent Fignon          | Frédéric Vichot              |           |
| 1986               | Niki Rüttimann            | Charly Mottet           | Claude Criquielion           |           |
| 1987               | Régis Clère               | Éric Boyer              | Yvon Madiot                  |           |
| Route du Sud       |                           |                         |                              |           |
| 1988               | Ronan Pensec              | Gilbert Duclos-Lassalle | Robert Millar                |           |
| 1989               | Gilbert Duclos-Lassalle   | Éric Boyer              | Jesús Montoya                |           |
| 1990               | Yves Bonnamour            | Frédéric Vichot         | Luc Suykerbuyk               |           |
| 1991               | Laurent Dufaux            | Philippe Louviot        | Carlos Galarreta             |           |
| 1992               | Artūras Kasputis          | Fabian Jeker            | Laurent Biondi               |           |
| 1993               | Éric Boyer                | Laurent Brochard        | Eric van Lancker             |           |
| 1994               | Álvaro Mejía              | Richard Virenque        | Charly Mottet                |           |
| 1995               | Laurent Dufaux            | Carmelo Miranda         | Laurent Madouas              |           |
| 1996               | Laurent Jalabert          | Giuseppe Guerini        | Joona Laukka                 |           |
| 1997               | Patrick Jonker            | Massimo Donati          | François Simon               |           |
| 1998               | Armand de Las Cuevas      | Michael Boogerd         | Santi Blanco                 |           |
| 1999               | Jonathan Vaughters        | Patrick Jonker          | Mario Aerts                  |           |
| 2000               | Tomasz Brożyna            | Paco Mancebo            | Patrice Halgand              |           |
| 2001               | Andrei Kivilev            | Jens Voigt              | Raimondas Rumsas             |           |
| 2002               | Levi Leipheimer           | Aitor Kintana           | Andrei Kivilev               |           |
| 2003               | Michael Rogers            | Pietro Caucchioli       | Nicolas Vogondy              |           |
| 2004               | Bradley McGee             | Sandy Casar             | Torsten Hiekmann             |           |
| 2005               | Sandy Casar               | Przemysław Niemiec      | Benoît Salmon                |           |
| 2006               | Thomas Voeckler           | Pierrick Fédrigo        | Julien Mazet                 |           |
| 2007               | Óscar Sevilla             | Massimo Giunti          | Markus Eibegger              |           |
| 2008               | Daniel Martin             | Christophe Moreau       | Luca Pierfelici              |           |
| 2009               | Przemysław Niemiec        | Julien Loubet           | Giampaolo Caruso             |           |
| 2010               | David Moncoutié           | Alexandre Geniez        | Fortunato Baliani            |           |
| 2011               | Vasil Kiryienka           | Davide Rebellin         | Peter Kennaugh               |           |
| 2012               | Nairo Quintana            | Hubert Dupont           | Anthony Charteau             |           |
| 2013               | Thomas Voeckler           | Franco Pellizotti       | John Gadret                  |           |
| 2014               | Nicolas Roche             | Alejandro Valverde      | Michael Rogers               |           |
| 2015               | Alberto Contador          | Nairo Quintana          | Pierre Latour                |           |
| 2016               | Nairo Quintana            | Marc Soler              | Nicolas Edet                 |           |
| 2017               | Silvan Dillier            | Richard Carapaz         | Kenny Elissonde              |           |
| Ruta de Occitania  |                           |                         |                              |           |
| 2018               | Alejandro Valverde        | Dani Navarro            | Kenny Elissonde              |           |
| 2019               | Alejandro Valverde        | Iván Ramiro Sosa        | Rigoberto Urán               |           |
| 2020               | Egan Bernal               | Pavel Sivakov           | Aleksandr Vlásov             |           |
| 2021               | Antonio Pedrero           | Jesús Herrada           | Óscar Rodríguez Garaicoechea |           |
| 2022               | Michael Woods             | Carlos Rodríguez        | Jesús Herrada                |           |
| 2023               | Michael Woods             | Cristián Rodríguez      | Georg Steinhauser            |           |
| 2024               | cancelada                 | cancelada               | cancelada                    | cancelada |
| 2025               |                           |                         |                              |           |

Nota: En la edición 2002 Levi Leipheimer fue inicialmente el ganador, pero debido a la sanción impuesta en el año 2012 por prácticas dopantes relacionadas con el caso del ciclista Lance Armstrong, los resultados obtenidos por Leipheimer entre el 1 de enero de 1999 al 30 de julio de 2006 y entre el 7 de julio de 2007 al 27 de julio de 2007 le fueron anulados.

## Palmarés por países
| País           | Victorias | Último vencedor            |
| -------------- | --------- | -------------------------- |
| Francia        | 19        | Nicolas Prodhomme en 2025  |
| España         | 5         | Antonio Pedrero en 2021    |
| Suiza          | 4         | Silvan Dillier en 2017     |
| Colombia       | 4         | Egan Bernal en 2020        |
| Australia      | 3         | Bradley McGee en 2004      |
| Irlanda        | 3         | Daniel Martin en 2008      |
| Polonia        | 2         | Przemysław Niemiec en 2009 |
| Canadá         | 2         | Michael Woods en 2023      |
| Italia         | 1         | Francesco Moser en 1982    |
| Lituania       | 1         | Artūras Kasputis en 1992   |
| Estados Unidos | 1         | Jonathan Vaughters en 1999 |
| Kazajistán     | 1         | Andrei Kivilev en 2001     |
| Bielorrusia    | 1         | Vasil Kiryienka en 2011    |

## Estadísticas

### Más victorias generales
| Ciclista                | Victorias | Años              |
| ----------------------- | --------- | ----------------- |
| Gilbert Duclos-Lassalle | 3         | 1980, 1983 y 1989 |
| Laurent Dufaux          | 2         | 1991 y 1995       |
| Thomas Voeckler         | 2         | 2006 y 2013       |
| Nairo Quintana          | 2         | 2012 y 2016       |
| Alejandro Valverde      | 2         | 2018 y 2019       |
| MichaelWoods            | 2         | 2022 y 2023       |